# Naviair
Naviair er et statsligt infrastrukturselskab med status som selvstændig offentlig virksomhed ejet af den danske stat ved Transportministeriet. Naviair leverer trafikstyring til luftfarten, hvilket indebærer, at Naviair sørger for at lede fly sikkert og med mindst mulig forsinkelse gennem dansk luftrum. Dette omfatter områdekontroltjeneste for det danske luftrum, samt indflyvnings- og tårnkontroltjeneste i de civile lufthavne i Kastrup, Roskilde, Aalborg, Tirstrup ved Århus, Billund, og Rønne. Endvidere leverer Naviair flyveinformationstjeneste i det nedre grønlandske luftrum samt på Færøerne. Naviair ejer og vedligeholder en række flyvetekniske anlæg og leverer desuden flyveinformationstjeneste for VFR- og helikopterflyvninger.
Naviairs kerneaktivitet er flyveledelse. 
Naviair har ca. 650 medarbejdere og har en årlig omsætning på ca. 1 mia. DKK

## Historie
Naviair blev udskilt som en statsejet virksomhed i 2001. Før dette sorterede virksomhedens opgaver under Statens Luftfartsvæsen, der bl.a. også varetager en række tilsynsopgaver. Selskabsdannelsen skete bl.a. for at sikre adskillelse mellem lufttrafiktjenesten og tilsynet heraf. 
I 2006 blev flyveledernes grunduddannelse flyttet til det fællesnordiske "Entry Point North" i Sturup, Sverige. Per 1/1-2014 indgår IAA/Irland også i ejerkredsen.
I 2006 etableredes COOPANS-alliancen med henblik på fælles udvikling/vedligeholdelse af ATM-softwaren, som anvendes af flyvelederne. I 2014 er den 5. ANSP optaget i samarbejdet, som dermed omfatter Naviair, LFV/Sverige, IAA/Irland, ACG/Østrig og CroControl/Kroatien. 
Naviair opnåede i oktober 2007 at blive udnævnt til verdens 6. bedste ANS-provider af tidskriftet "Air Traffic Management” i oktober nummeret, kun overgået af nogle af verdens mest anerkendte ANS providere såsom NATS i England, NavCanada og DFS i Tyskland.
Om natten 29. december 2007 blev det nye kontrolssystem, DATMAS, sat i drift. Som konsekvens heraf blev det nye kontroltårn i Københavns Lufthavn taget i operationelt brug.
Siden 2009 har Naviair deltaget i det fælleseuropæiske udviklingsprojekt, SESAR. Dette er sket i regi af Noracon-konsortiet.
I forbindelse med SLV's deklarering af Dansk/Svensk funktionelt luftrum (DK/SE FAB) i december 2009 stiftede Naviair (50%) sammen med LFV (50%)(den svenske pendant), et fælles selskab "Nordic Unified Air traffic Control" (NUAC). Dette selskab udførte i perioden 1. juli 2012 lufttrafiktjeneste for såvel Danmark som Sverige og indtil selskabet lukkede den 31. august 2019. 
Ved Lov nr 529 af 26/05/2010 (med ikrafttrædelse 27/10-2010) overgik Naviair til status af selvstændig offentlig virksomhed (SOV), ligesom virksomheder som DanPilot, DSB og Energinet.  
Pr. 18. marts 2019 har Naviairs bestyrelse følgende medlemmer:  Anne Birgitte Lundholt (formand), Per Møller Jensen (næstformand), Esben Jean-Pierre Blum (medarbejdervalgt), Michael Fleischer, Peter Labusz (medarbejdervalgt), Flemming Kim Hansen (medarbejdervalgt), Birthe Høgh Rask, Christina Rasmussen.
Free Route Airspace (FRA) konceptet indførtes i DK/SE FAB fra den 17. november 2011.
Ultimo-2013 indgik Naviair, med 6% ejerskab, i et satellit-baseret fly-overvågningssystem, som opbygges af Aireon LLC - et datterselskab af Iridium Communications Inc.
Per 5/12-2014 indgår Naviair (indirekte) i SESAR Deployment Alliance (SDA). SDA skal, under kontrakt med EC, indføre de kommende SESAR-funktioner i ATM-systemerne over hele Europa.  
Oktober 2015 har COOPANS alliancen underskrevet medlemsaftale med A6 Alliancen, hvor de ledende lufttrafikstyringsselskaber i Europa samarbejder om modernisering af de europæiske ATM-systemer og om at støtte Single European Sky ATM Research programme (SESAR).  